# 吉川元浩 (野球)
吉川 元浩（よしかわ もとひろ、1979年7月29日 - ）は、群馬県高崎市出身の元プロ野球選手（内野手）。

## 来歴・人物
東農大二高から1997年のドラフト4位で近鉄バファローズに入団。入団当初は投手だったが、2000年から打者転向し、ファームの主砲として活躍し、2002年にはウエスタン・リーグで最多本塁打を獲得。
2003年に小野仁・永池恭男とのトレードで中濱裕之と共に読売ジャイアンツに移籍。2005年はファームで22本塁打をマーク。2年連続でイースタン・リーグの打点王を獲得した。
2006年シーズンに1軍昇格、8月5日の横浜戦でプロ入り初安打・初打点を記録した。その試合のヒーローインタビューで、「この9年間は本当に長かったです」とのコメントを残す。原辰徳監督は「今日が彼の野球人生を変えるくらいの、いいきっかけになってくれればいいですね」と語った。
同年のフェニックス・リーグで、主な守備位置は一塁手だったが、「第三捕手は野手が兼任」という構想から捕手に挑戦することになり、プロ入り10年目で初めてマスクをかぶった。その後打力を買われ捕手から一塁に転向した小田嶋正邦が横浜から移籍し、秋季キャンプでは小田嶋とともに三塁手の守備に取り組んだ。
2007年シーズンは若手が台頭したこともあり、ファームでもあまり出場機会がないまま10月4日に戦力外通告を受けた。12球団合同トライアウト受験後、11月17日、急遽福岡ソフトバンクホークスの入団テストを受けることになり、11月26日に育成枠で入団することが決まった。2008年1月17日放送の『バース・デイ』においてその際のエピソードが取り上げられた。
2008年シーズンは二軍でチームトップの9本塁打を打って結果を残し、支配下登録期限間際の7月31日に支配下選手に登録されることが決まった。8月13日のファームでの広島戦で、広島先発の長谷川昌幸からソロ本塁打を放ち、イースタン･ウエスタンと合わせてファーム通算100号本塁打を記録した。8月17日、骨折した長谷川勇也に替わって一軍登録、7番DHにて今季初スタメン出場を果たした。8月29日の対西武戦、1点リードされた延長11回裏に代打で登場、アレックス・グラマンからプロ初となる同点ソロ本塁打を放ちチームの負けを救った。苦節11年で初の本塁打となった。
2009年9月13日対楽天戦でダレル・ラズナーから同点ソロ本塁打を放ち、その後チームは逆転サヨナラ勝ちしている。
2010年は一軍出場なしに終わり10月1日に戦力外通告を受け、12月2日に自由契約が公示された。12月31日に引退。
難病の子供を抱えていたこともあり、孫正義オーナーの意向で、引退後はソフトバンクのグループ会社に採用された。

## 詳細情報

### 年度別打撃成績
| 年 度     | 球 団        | 試 合 | 打 席 | 打 数 | 得 点 | 安 打 | 二 塁 打 | 三 塁 打 | 本 塁 打 | 塁 打 | 打 点 | 盗 塁 | 盗 塁 死 | 犠 打 | 犠 飛 | 四 球 | 敬 遠 | 死 球 | 三 振 | 併 殺 打 | 打 率 | 出 塁 率 | 長 打 率 | O P S |
| --------- | ------------ | ----- | ----- | ----- | ----- | ----- | -------- | -------- | -------- | ----- | ----- | ----- | -------- | ----- | ----- | ----- | ----- | ----- | ----- | -------- | ----- | -------- | -------- | ----- |
| 2002      | 近鉄         | 2     | 6     | 5     | 0     | 0     | 0        | 0        | 0        | 0     | 0     | 0     | 0        | 0     | 0     | 1     | 0     | 0     | 1     | 0        | .000  | .167     | .000     | .167  |
| 2004      | 巨人         | 4     | 4     | 4     | 0     | 0     | 0        | 0        | 0        | 0     | 0     | 0     | 0        | 0     | 0     | 0     | 0     | 0     | 1     | 0        | .000  | .000     | .000     | .000  |
| 2006      | 巨人         | 11    | 10    | 9     | 1     | 2     | 1        | 0        | 0        | 3     | 2     | 0     | 0        | 0     | 0     | 1     | 0     | 0     | 4     | 0        | .222  | .300     | .333     | .633  |
| 2008      | ソフトバンク | 9     | 20    | 19    | 2     | 5     | 2        | 0        | 1        | 10    | 2     | 0     | 0        | 0     | 0     | 1     | 0     | 0     | 7     | 0        | .263  | .300     | .526     | .826  |
| 2009      | ソフトバンク | 19    | 34    | 25    | 1     | 8     | 2        | 0        | 1        | 13    | 1     | 0     | 2        | 5     | 0     | 4     | 0     | 0     | 9     | 0        | .320  | .414     | .520     | .934  |
| 通算：5年 | 通算：5年    | 45    | 74    | 62    | 4     | 15    | 5        | 0        | 2        | 26    | 5     | 0     | 2        | 5     | 0     | 7     | 0     | 0     | 22    | 0        | .242  | .319     | .419     | .738  |

### 記録
- 初出場：2002年10月17日、対千葉ロッテマリーンズ27回戦（千葉マリンスタジアム）、5回裏に左翼手として出場
- 初打席：同上、7回表に小林宏之から遊ゴロ
- 初先発出場：2002年10月18日、対千葉ロッテマリーンズ28回戦（千葉マリンスタジアム）、7番・左翼手として先発出場
- 初安打・初打点：2006年8月5日、対横浜ベイスターズ13回戦（東京ドーム）、8回裏に高宮和也から右中間へ決勝2点適時二塁打
- 初本塁打：2008年8月29日、対埼玉西武ライオンズ20回戦（福岡Yahoo! JAPANドーム）、11回裏にアレックス・グラマンから左越同点ソロ

### 背番号
- 50 （1998年 - 2007年）
- 122 （2008年 - 2008年7月30日）
- 67 （2008年7月31日 - 2010年）